# Veit Stübner
Veit Stübner (* 1954 in West-Berlin) ist ein deutscher Schauspieler.

## Leben
Veit Stübner machte seine Schauspielausbildung an der Hochschule für Schauspielkunst „Ernst Busch“ Berlin. Stübner wurde in den letzten Jahren durch Rollen in Schimanski, Stromberg, Stubbe – Von Fall zu Fall oder Pfarrer Braun bekannt. Ab 1999 spielte er den Kriminalrat Wiegand im Berliner Tatort. Er hatte Gastrollen u. a. als Firmeninhaber Althoff in der Fernsehserie Stromberg, im Historienfilm Der Untergang als SS-Obergruppenführer Tellermann sowie als Schützenwirt in Fleisch ist mein Gemüse. 2017 spielte er die Hauptrolle in dem Fernsehfilm Schwarzbrot in Thailand.

## Filmografie (Auswahl)
- 1977: Ein Katzensprung
- 1978: Clavigo (TV-Studioaufzeichnung)
- 1983: Zauber um Zinnober (Fernsehfilm)
- 1990: Bei mir liegen Sie richtig
- 1992: Mau Mau
- 1992: Vera Wesskamp (Fernsehserie)
- 1993: Der Showmaster (Fernsehfilm)
- 1993: Harry & Sunny (Fernsehserie)
- 1994–1996: Immer im Einsatz: Die Notärztin (Fernsehserie)
- 1995: Gegen den Wind (Fernsehserie)
- 1996: 2 ½ Minuten (Fernsehfilm)
- 1996: Polizeiruf 110 – Lauf oder stirb (Fernsehreihe)
- 1996: Die Männer vom K3 (Fernsehserie)
- 1996: Die Geliebte (Fernsehserie)
- 1996: Großstadtrevier (Fernsehserie)
- 1997: Tatort – Ausgespielt
- 1997: Der Hauptmann von Köpenick (Fernsehfilm)
- 1997: Einsatz für zwei (Fernsehserie)
- 1997: Bella Block: Tod eines Mädchens
- 1997: Derrick (Fernsehserie) – Der Mord, der ein Irrtum war
- 1997: Die Kids von Berlin (Fernsehserie)
- 1998: Der Campus
- 1998: Das Finale (Spielfilm)
- 1998: Der Alte – Folge 237: Plötzlich kam der Tod
- 1998: Vorübergehend verstorben (Fernsehserie)
- 1998: Lisa Falk – Eine Frau für alle Fälle (Fernsehserie)
- 1998: HeliCops – Einsatz über Berlin (Fernsehserie)
- 1998: Siska Folge 1: Der neue Mann (Fernsehserie)
- 1999–2009: Tatort als Kriminaldirektor Wiegand
  - 1999: Tödliches Labyrinth
  - 2001: Berliner Bärchen
  - 2002: Zahltag
  - 2002: Filmriss
  - 2002: Zartbitterschokolade
  - 2003: Die Liebe und ihr Preis
  - 2003: Dschungelbrüder
  - 2004: Eine ehrlicher Haut
  - 2004: Der vierte Mann
  - 2005: Todesbrücke
  - 2006: Liebe macht blind
  - 2007: Dornröschens Rache
  - 2007: Schleichendes Gift
  - 2008: Blinder Glaube
  - 2009: Oben und unten
- 1999: Das Mädchen aus der Torte (Fernsehfilm)
- 1999: Ein Lied von Liebe und Tod – Gloomy Sunday
- 1999: Schimanski: Sehnsucht (Fernsehserie)
- 2000: Musik hat ihn kaputt gemacht
- 2000: Neonnächte – Der U-Bahn-Schlitzer
- 2000: Der Runner (Fernsehfilm)
- 2001: St. Angela (Fernsehserie)
- 2001: Bronski und Bernstein (Fernsehserie)
- 2002: Ritas Welt (Fernsehserie) – Ein alter Freund
- 2002: Fickende Fische
- 2002: Leben tötet mich
- 2002: Liebling, bring die Hühner ins Bett
- 2003: John Lee and Me (Kurzfilm)
- 2003: Der Alte – Episode 284: Der Albtraum
- 2004: Der Untergang
- 2004: Zahme Vögel
- 2004: Der Alte – Episode 298: Du sollst nicht töten
- 2005: Koslowski
- 2005: Urlaub vom Leben
- 2005: Stromberg
- 2005: Pfarrer Braun – Der unsichtbare Beweis (Fernsehserie)
- 2006: FC Venus – Angriff ist die beste Verteidigung
- 2006: Stubbe – Von Fall zu Fall: Schwarze Tulpen
- 2007: Die Fälscher
- 2007: Notruf Hafenkante – Karlotta
- 2008: Leo und Marie – Eine Weihnachtsliebe
- 2008: In aller Freundschaft – Übermut tut selten gut
- 2008: Neues aus Büttenwarder: 2 Folgen (Fernsehserie)
- 2009: Hangtime – Kein leichtes Spiel
- 2009: Unter Bauern – Retter in der Nacht
- 2009: Jenseits der Mauer
- 2010: In aller Freundschaft – Das Osterfest
- 2011: Jorinde und Joringel
- 2011: 4 Tage im Mai
- 2011: Allein gegen die Zeit
- 2011–2020: Morden im Norden (Fernsehserie, 100 Folgen)
- 2012: Mord in Ludwigslust (Fernsehfilm)
- 2012: Mord mit Aussicht – Scharfe Bräute, ganze Kerle (Fernsehserie)
- 2013: Tod an der Ostsee (Fernsehfilm)
- 2013: Unter anderen Umständen – Der Mörder unter uns
- 2015: Das Romeo-Prinzip (Fernsehfilm)
- 2015: Polizeiruf 110 – Ikarus
- 2015: In aller Freundschaft – Folge 700: Tanz auf dem Vulkan
- 2016: Das Mädchen aus dem Totenmoor
- 2016: LenaLove
- 2016: Mörderische Stille
- 2017: Schwarzbrot in Thailand
- 2017: Heldt – Das Dings mit dem Dingens (Fernsehserie)
- 2019: 8 Tage
- 2021: Tatort: Tödliche Flut
- 2022: McLenBurger – 100% Heimat
- 2023: In aller Freundschaft – Kindeswohl
- 2023: Zwischen uns die Nacht

## Auszeichnungen
- Kurzspielfilm Koslowski (bester Darsteller), Gio Festival Verona (Deutschland, 2005)